# Kay Nerstheimer

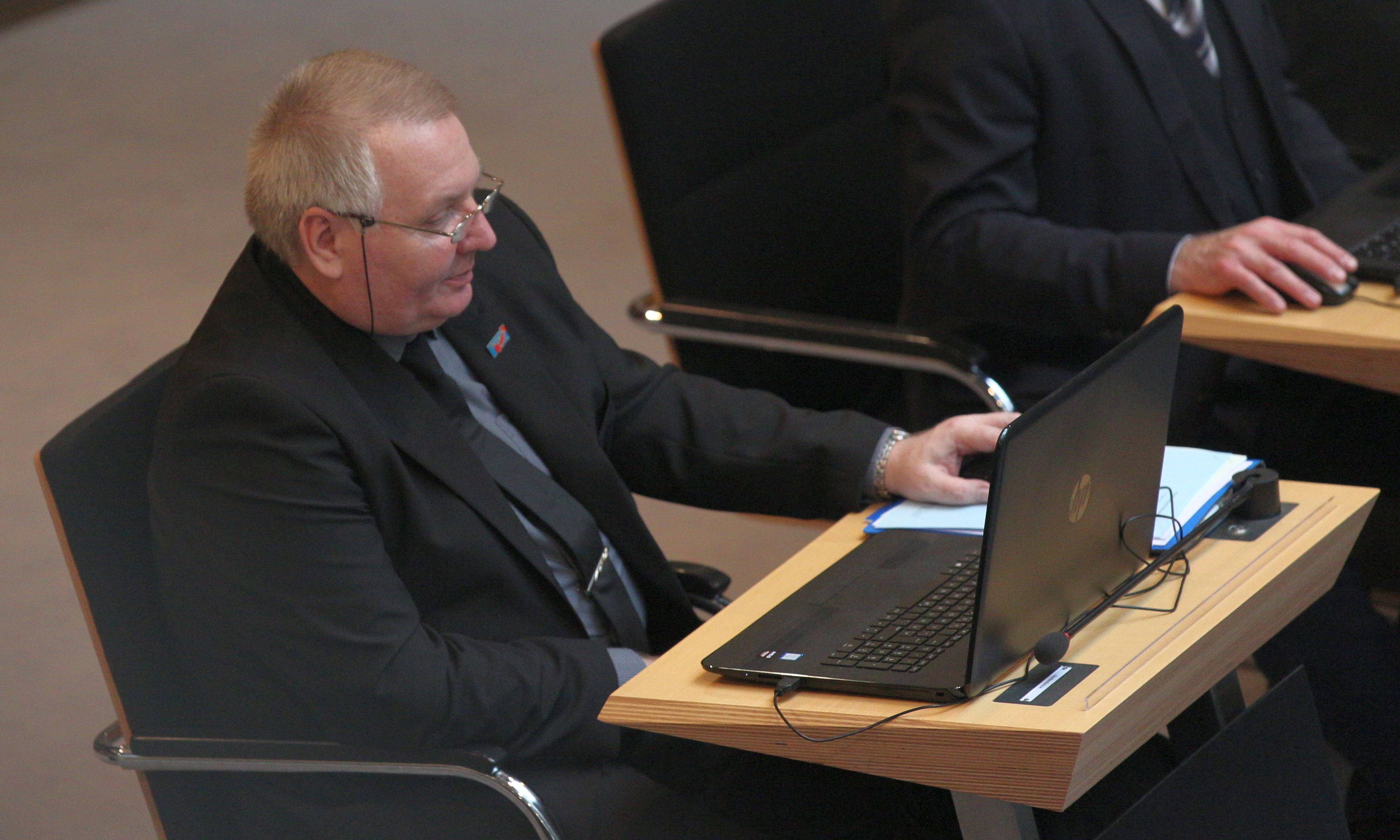
Kay Nerstheimer (2017)

Kay Nerstheimer (* 9. September 1964 in Rathenow) ist ein deutscher Politiker (Die Heimat, ehemals AfD).

## Biografie
Nach Angaben der AfD-Kandidatenseite der Lichtenberger Wahlkreiskandidaten erlernte Nerstheimer die Berufe Maurer, Koch sowie geprüfte Schutz- und Sicherheitskraft und studierte Betriebswirtschaftslehre an einer Fachschule. Ab 2011 war er als geprüfte Schutz- und Sicherheitskraft tätig.
Nerstheimer ist wegen gefährlicher Körperverletzung, Betrugs, Fahrerflucht, Fahrens ohne Fahrerlaubnis und Verletzung der Unterhaltspflicht sechsfach vorbestraft; außerdem wurde er wegen Volksverhetzung verurteilt.
Nerstheimer ist Vater von drei Kindern.

## Politik
Nerstheimer kandidierte erstmals bei der Wahl zum Berliner Abgeordnetenhaus 2011 auf der Landesliste der rechtspopulistischen Kleinpartei Die Freiheit. 2012 trat er als Vorsitzender der Berliner Sektion der rechtsextremen und islamfeindlichen German Defence League (GDL) auf, die er nach eigener Aussage zur Miliz ausbauen wollte. Gegenüber dem AfD-Landesvorstand habe er sich „glaubhaft vor seiner früheren Mitgliedschaft distanziert“.
Bei der Wahl zum Abgeordnetenhaus von Berlin 2016 wurde er als Direktkandidat der AfD für den Wahlkreis Lichtenberg 1 in das Abgeordnetenhaus gewählt. Vor der Konstituierung der AfD-Fraktion verzichtete er schriftlich auf eine Fraktionsmitgliedschaft. Zuvor hatte sich unter anderem AfD-Bundesvorstandsmitglied Alice Weidel gegenüber der Frankfurter Allgemeinen Zeitung (FAZ) von Nerstheimer distanziert und einen Parteiausschluss nahegelegt. Darüber hinaus hatte die FAZ berichtet, dass „ranghohe Fraktionsmitglieder […] eine Fraktion ohne Nerstheimer“ anstreben würden.
Anfang Oktober 2016 beschloss der Landesvorstand der Berliner AfD schließlich ein Parteiausschlussverfahren gegen Nerstheimer einzuleiten. Das Bundesschiedsgericht der AfD schloss Nerstheimer letztinstanzlich im Januar 2020 aus der AfD aus.
Am 11. November 2020 verkündete Nerstheimer im Gespräch mit Udo Voigt seinen Eintritt in die NPD, die damit bis zum Ende der Legislaturperiode 2021 über ein Mandat im Abgeordnetenhaus von Berlin verfügte.

## Äußerungen und Kontroversen
Nerstheimer erregte mehrfach durch rassistische Aussagen Aufsehen, als er Schwarze „Bimbos“ nannte. 2013 bezeichnete er auf Facebook den damaligen Bundesaußenminister Frank-Walter Steinmeier und Verteidigungsministerin Ursula von der Leyen als „Hochverräter“. Er verteidigte den Kriegsverbrecher Erich Priebke in Bezug auf das Massaker in den Ardeatinischen Höhlen und behauptete am 29. Juli 2013 wahrheitswidrig, die 335 dort ermordeten Zivilisten, darunter 75 Juden, seien „Partisanen“ gewesen. Als solche hätten sie nicht unter dem Schutz des Kriegsrechts gestanden, weshalb „die Erschießungen rechtmäßig“ gewesen seien. 2016 bezeichnete er syrische Flüchtlinge als „widerliches Gewürm“ und Asylsuchende als „Parasiten, die sich von den Lebenssäften des deutschen Volkes“ ernährten. Im selben Jahr teilte er bei Facebook geschichtsrevisionistische Beiträge und behauptete, es gebe „Wahlfälscher in der BRD“. 2014 bezeichnete er auf Twitter Homosexuelle als „degenerierte Spezies“. Ebenso verwendete er die bei Reichsbürgern übliche Formulierung „BRD Treuhandgesellschaft mit Sitz in Frankfurt am Main“. Der ehemalige belgische Premierminister Guy Verhofstadt (Open VLD) bezeichnete diese Aussagen Nerstheimers als „absolut inakzeptabel“.
Im Juni 2017 wurde aufgrund eines Ermittlungsverfahrens wegen homophober Hetze auf Facebook die politische Immunität Nerstheimers aufgehoben. Im entsprechenden Verfahren wegen Volksverhetzung vor dem Amtsgericht Tiergarten wurde er im Februar 2018 zu einer Geldstrafe von 70 Tagessätzen verurteilt. Auch nach dem Prozess hielt er an seiner Äußerung fest – dass Homosexualität nicht im Sinne der Biologie sei, könne jeder Kaninchenzüchterverein bestätigen – und kündigte Rechtsmittel gegen das Urteil an. In der anschließenden Berufungsverhandlung verurteilte das Landgericht Berlin Nerstheimer nur noch zu einer Geldstrafe von 5000 €. Er kündigte an, auch gegen dieses Urteil in Revision zu gehen.